# Sporting Trigon
Sporting Trigon is een korfbalvereniging uit Leiden. De club heeft haar accommodatie aan de Zoeterwoudsesingel. 

## Fusie
Sporting Trigon is een fusieclub, die is ontstaan uit de Leidse korfbalverenigingen Fluks, Vicus Oriëntis en De Algemene. De fusie vond plaats in 1995, maar als oprichtingsdatum wordt 5 april 1911 aangehouden, dat was de oprichtingsdatum van de oudste fusieclub Fluks. 
Rechtsvoorganger Fluks werd in 1919 kampioen van Nederland. Fluks versloeg in de kampioenscompetitie de kampioen van Noord-Holland (DEV) en de Oostelijk kampioen (Onder Ons uit Oosterbeek).
Na de fusie tot Sporting Trigon promoveerde de club in 1998 naar de Hoofdklasse van de zaalcompetitie en in 1999 ook naar de Hoofdklasse van de veldcompetitie. De hoofdklasse was destijds het hoogste niveau. Na een aantal jaar zakte Trigon af naar de overgangsklasse en tegenwoordig pendelt de club regelmatig tussen de overgangsklasse en de eerste klasse.

## Erelijst
- kampioen van Nederland (1x): 1919